# Connoquenessing Creek
Der Connoquenessing Creek ist ein etwa 94 km langer linker Nebenfluss des Beaver River im westlichen US-Bundesstaat Pennsylvania.
Der Abfluss erfolgt über den Beaver River, Ohio River und Mississippi River in den Golf von Mexiko. Der Connoquenessing Creek gehört zum Flusssystem des Mississippi River und entwässert ein Gebiet von 865 km². Der Fluss entspringt im östlichen Butler County bei der Ortschaft East Butler und fließt in südwestlicher Richtung in das Lake Oneida Reservoir. Jenseits des Staudamms passiert er die Stadt Butler, um danach mäandrierend nach Westnordwest zu fließen. Bei Ellwood City mündet der Connoquenessing Creek schließlich in den Beaver River. 
Der Fluss ist Ziel vieler Wassersportler, denn mit Stromschnellen der Wildwasserschwierigkeit II und III bietet er attraktive Rennstrecken für Kanuten.
Durch die Ansiedlung von Stahlindustrie am Oberlauf bei Butler gehört der Fluss zu den am stärksten verschmutzten Gewässern der Region.